# Steenaben
Die Megalithanlage Steenaben, auch Steinofen genannt, liegt in der Gemeinde Lamstedt im Landkreis Cuxhaven in Niedersachsen. Es handelt sich um ein gut erhaltenes Ganggrab mit dem etwas selteneren trapezoiden Grundriss.

## Lage
Das Ganggrab befindet sich auf einer Lichtung im Wald des Westerbergs nördlich von Lamstedt. Es liegt innerhalb des Naturschutzgebiets Westerberg und oberes Hackemühlener Bachtal.

## Beschreibung
Von den ursprünglich vier Decksteinen der Kammer sind drei erhalten. Auf acht Tragsteinen und einem Abschlussstein an der breiten Endseite (der andere fehlt) liegen noch drei gewaltige Decksteine. Der vierte liegt zerbrochen im südöstlichen Kammerbereich. Deutlich erkennbar ist eine Einwärtsneigung der Tragsteine, der etwa vier Meter langen Kammer. Diese ist zwar bei Kammern mit Joch üblich, bei dieser Decke die als Dreipunktauflage eines jeden Decksteins gebaut wurde, jedoch statisch überbestimmt. Eine Lücke in der Mitte der südwestlichen Langseite markiert den Zugang.
Der „Steenaben“, der trotz seiner Monumentalität eine Ruine ist, liegt schon seit dem 19. Jahrhundert in diesem Zustand. Außer einem Rollsteinpflaster in der Kammer sind keine Funde bekannt.